# Independente Tomboa
Maillots
L'Independente Tomboa est un club de football angolais basé à Tomboa.

## Palmarès
- Coupe d'Angola
  - Finaliste : 1994 et 1995

- Supercoupe d'Angola (1)
  - Vainqueur : 1995